# Klaster dyskowy

Struktura dysku:
(A) ścieżka
(B) sektor geometryczny
(C) sektor dysku
(D) klaster

Klaster dyskowy (ang. disk cluster) – podstawowa jednostka przechowywania danych w systemie plików, składająca się z jednego lub kilku sektorów nośnika danych. Obszar jednego klastra można wypełnić danymi należącymi tylko do jednego pliku.
Klastrom nadaje się kolejne numery, które system plików używa do określania położenia danego klastra na nośniku danych. Maksymalną liczbę klastrów określa stosowany system plików, a jej iloczyn z wielkością klastra określa maksymalną wielkość partycji.
Klastry wprowadzono, aby zwiększyć pojemność partycji dla danego systemu plików oraz w celu usprawnienia przepływu danych – większe klastry zmniejszają fragmentację i liczbę operacji dyskowych, co w rezultacie powoduje zwiększenie transferu. W niektórych systemach plików narzędzia sztucznie ograniczają maksymalną liczbę klastrów, a co za tym idzie, wielkość partycji. Przykładem może być FAT32, w którym nie jest zalecanie tworzenie partycji większych niż 32 GB, gdyż wydajność tego systemu zaczyna znacznie spadać (według twórcy, czyli Microsoftu).
W najczęściej używanym aktualnie systemie plików NTFS przyjmuje się domyślną wielkość klastra 4 kB, minimalna wynosi 512 bajtów, a maksymalna 64 kB. Jednak w systemie FAT i FAT32 można tworzyć klastry nawet 128 kB i 256 kB. Taka sytuacja ma miejsce np. w przypadku niektórych dysków WD serii Green o pojemności ponad 2 TB.
Podczas formatowania dysku program wykonujący to zadanie określa optymalną wielkość klastra stosownie do wielkości partycji (dla większych partycji większy klaster), tak aby nie przekroczyć maksymalnej liczby klastrów dostępnej w danym systemie plików.

## Dyskietka
Na dyskietkach stosuje się system plików FAT12, który umożliwia zaadresowanie 4096 klastrów (212), a każdy klaster to 1 sektor dysku. Jednakże 10 numerów klastrów jest zarezerwowana jako znaczniki w tablicy alokacji, np. symbol końca pliku, błędny sektor itd. W rzeczywistości w systemie FAT-12 mamy do dyspozycji 4086 klastrów, każdy po 512 bajtów. Ogranicza to pojemność tych dyskietek do ok. 2 MB.